# Sanford Wallace
Sanford Wallace, né vers 1968, est un Américain plus souvent surnommé « le roi du spam », s'attribuant lui-même ce titre depuis 1997.
Il aurait piraté des comptes sur Facebook, Myspace et de nombreux autres sites. Il a été condamné à 711 millions de dollars d'amende et a été exclu de ces sites,.
Il est poursuivi en 2011, pour récidive, après une nouvelle enquête de deux ans, effectuée par le FBI,.
En 2016, aux États-Unis, il est condamné à 30 mois de prison à la suite de ses méfaits dans Facebook,.